# Feeling Good
Feeling Good är en sång från 1965 skriven av Anthony Newley och Leslie Bricusse för musikalen  The Roar of the Greasepaint – the Smell of the Crowd. Sången framfördes i musikalen av Gilbert Price.

## Covers
Flera artister har gjort covers på låten, bland andra Nina Simone, Joe Bonamassa, Sammy Davis Jr, Muse, Michael Bublé, The Pussycat Dolls, Adam Lambert, Escala, Ane Brun och Avicii.